# 카타르 국립박물관

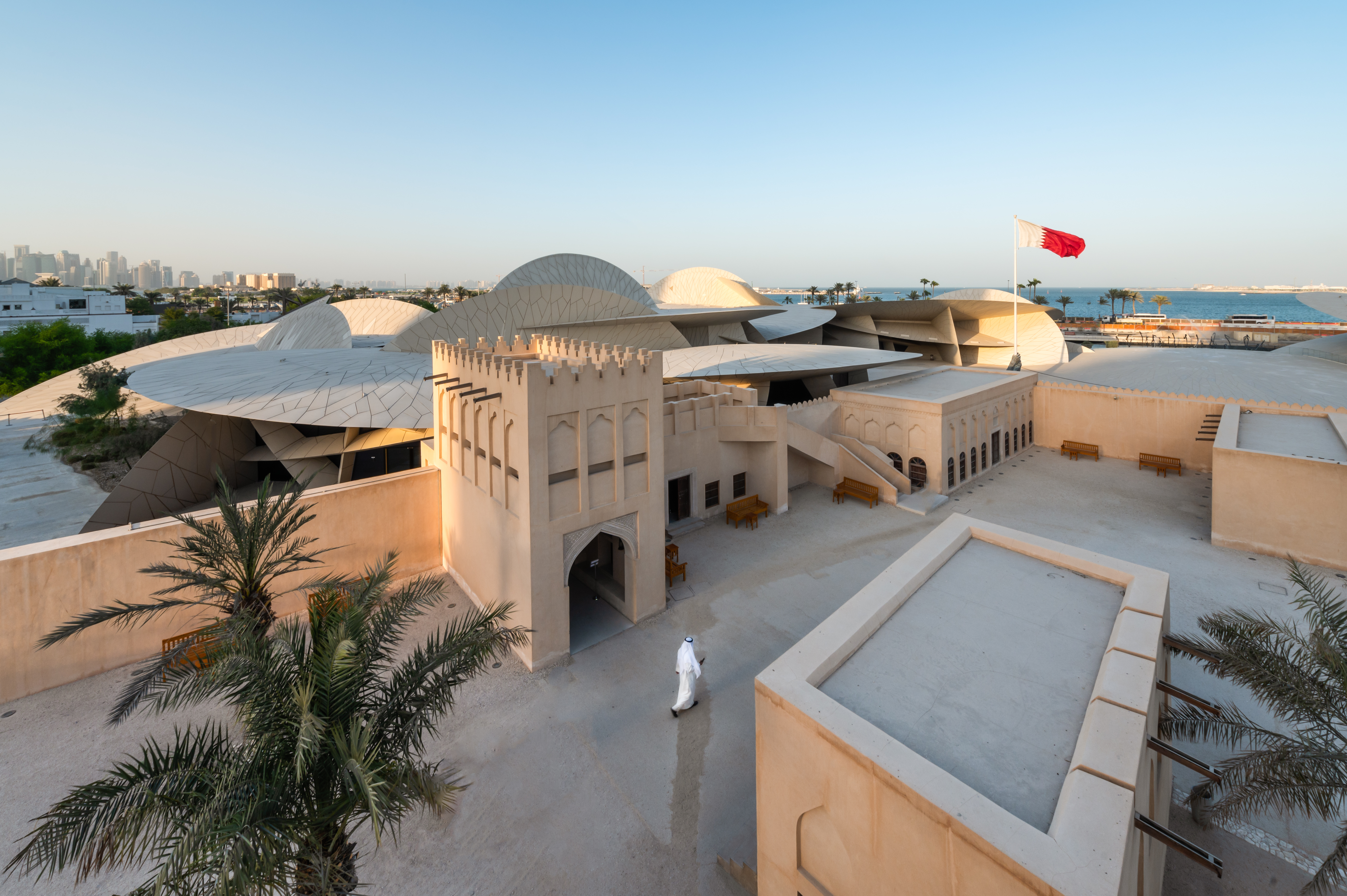
카타르 국립박물관

카타르 국립박물관(National Museum of Qatar)은 카타르 도하에 있는 국립박물관이다. 현재 건물은 1975년에 개장한 이전 건물을 대체하여 2019년 3월 28일에 대중에게 공개되었다. 이 건물은 카타르에서 발견할 수 있는 사막의 장미 크리스탈에서 영감을 받은 건축가 장 누벨이 디자인했다. 박물관 부지에는 카타르 국가 정체성의 핵심인 셰이크 압둘라 빈 자심 알 타니(Sheikh Abdullah bin Jassim Al Thani)의 궁전이 포함되어 있다. 2013년부터 2023년까지 박물관 관장은 셰이카 암나(Sheikha Amna)였다. 2024년 2월, 셰이크 압둘아지즈 H. 알 타니(Sheikh Abdulaziz H. Al Thani)가 박물관 관장이 되었다.